# Тьєрра-Верде (Техас)
Тьєрра-Верде (англ. Tierra Verde) — переписна місцевість (CDP) в США, в окрузі Нюесес штату Техас. Населення — 298 осіб (2020).

## Географія
Тьєрра-Верде розташована за координатами 27°45′42″ пн. ш. 97°43′3″ зх. д. / 27.76167° пн. ш. 97.71750° зх. д. (27.761571, -97.717384).  За даними Бюро перепису населення США в 2010 році переписна місцевість мала площу 5,18 км², уся площа — суходіл.

## Демографія
Згідно з переписом 2010 року, у переписній місцевості мешкало 277 осіб у 79 домогосподарствах у складі 59 родин. Густота населення становила 53 особи/км².  Було 84 помешкання (16/км²).
Расовий склад населення:
| - 88,1 % — білих - 0,4 % — чорних або афроамериканців - 10,5 % — осіб інших рас |

До двох чи більше рас належало 1,1 %. Частка іспаномовних становила 95,3 % від усіх жителів.
За віковим діапазоном населення розподілялося таким чином: 35,4 % — особи молодші 18 років, 59,2 % — особи у віці 18—64 років, 5,4 % — особи у віці 65 років та старші. Медіана віку мешканця становила 29,8 року. На 100 осіб жіночої статі у переписній місцевості припадало 123,4 чоловіків;  на 100 жінок у віці від 18 років та старших — 132,5 чоловіків також старших 18 років.
Середній дохід на одне домашнє господарство  становив 65 038 доларів США (медіана — 71 118), а середній дохід на одну сім'ю — 65 038 доларів (медіана — 71 118). За межею бідності перебувало 30,7 % осіб, у тому числі 73,6 % дітей у віці до 18 років та 0,0 % осіб у віці 65 років та старших.
Цивільне працевлаштоване населення становило 131 особа. Основні галузі зайнятості: транспорт — 26,0 %, публічна адміністрація — 22,1 %, мистецтво, розваги та відпочинок — 17,6 %.